# SNVI C 260
 (juin 2018).
Le SNVI C 260 est un camion de Chantier de fabrication algérienne, la lettre "C" est l'initial du mot Chantier, produit par SNVI en deux versions civile et militaire et en version châssis long.
Il est motorisé par un 8 cylindres en V  Type F8L413 F KHD  de 256 chevaux.
En 1994 , fut introduite une version motorisé d'un moteur 6 cylindres en ligne de  290 chevaux de type Cummins LTA.
Produit en nombre très limité, sous appellation C290 .

## Gamme

### Civile
- C 260 4x2 Châssis cabine
- C 260 4x2 Benne transporteur
- C 260 4x2 Citerne eau potable
- C 260 4x2 Épandeur de bitume
- C 260 4x2 Multi bennes
- C 260 6x4 Châssis cabine
- C 260 6x4 Benne entrepreneur renforcée
- C 260 6x4 malaxeur

### Militaire
- C 260 benne entrepreneur
- C 260 6x4 Malaxeur